# Cippus

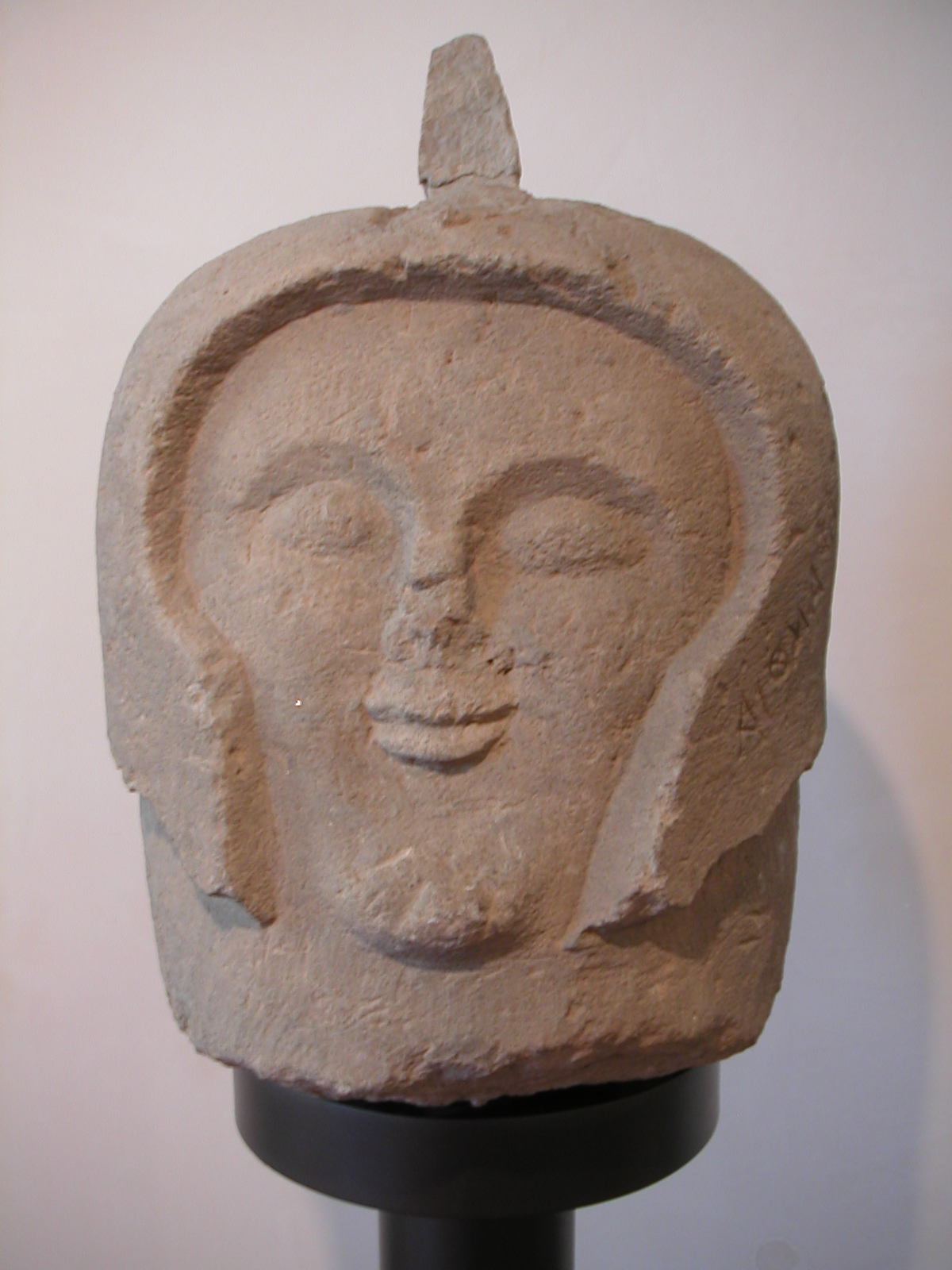
Etruský cippus s hlavou válečníka z nekropole v italském Orviettu

Cippus je latinské slovo pro čtyřhranný kamenný sloup. Ve starověkém Římě tak byly označovány hraniční kameny polností a jiných od sebe oddělovaných území, v samotném městě Římě hranice pomeria. Slovo se používalo také pro čtyřhranné náhrobky.